# Gumnjani
Gumnjani je naseljeno mjesto u sastavu općine Bosanska Kostajnica, Republika Srpska, BiH. Prema popisu stanovinštva 1991. godine područje općine Bosanska Kostajnica pripadalo je općini Bosanski Novi.

## Stanovništvo
| Gumnjani           |           |
| godina popisa      | 1991.     |
| Srbi               | 51 (100%) |
| Hrvati             | 0         |
| Muslimani          | 0         |
| Jugoslaveni        | 0         |
| ostali i nepoznato | 0         |
| ukupno             | 51        |